# Liste europäischer Hochofenwerke
Die Zahl der Hochofenstandorte in Europa, ohne Russland und Ukraine hat sich seit den 1950er Jahren  deutlich verringert. Während 1960 in Deutschland noch 136 Hochöfen betrieben wurden, waren es im Jahr 2005 nur noch 16.
Die Gründe für diesen Wandel sind in Kapazitätsanpassungen und in der Rationalisierung des Hochofenprozesses zu finden.
Das in den 1980er Jahren entstandene Bedürfnis nach Erhalt und Musealisierung von Hochofenwerken zeigt, dass deren kultureller Wert und ihre Bedeutung als Landmarken gesellschaftlich zunehmend akzeptiert wird.

## Liste nach Staaten, ohne Russland und Ukraine
| Staat                   | Betreiber                                                       | Ort                | Anzahl Hochöfen | Status *)                                  | Arbeitsvolumen (m³)                                                          | Gestelldurchmesser (m)                                                       | Beschickung                         | Stilllegung                             | Endprodukte                                                         | Anmerkung | Bild |
| ----------------------- | --------------------------------------------------------------- | ------------------ | --------------- | ------------------------------------------ | ---------------------------------------------------------------------------- | ---------------------------------------------------------------------------- | ----------------------------------- | --------------------------------------- | ------------------------------------------------------------------- | --- | --- |
| Albanien                | Metallurgisches Kombinat Stahl der Partei / Kürüm International | Elbasan            | 2               | stillgelegt                                | 310 m³ 310 m³                                                                |                                                                              |                                     | 1991 / 2016                             | Langprodukte                                                        | Die Stahlproduktion wurde auf einen 60 T Elektrolichtbogenofen umgestellt. | Ruinen des Stahlwerks bei Elbasan |
| Belgien                 | ArcelorMittal                                                   | Lüttich-Ougrée     | 1               | stillgelegt                                | 1677 m³                                                                      | 9,8 m                                                                        | Skip                                | 2011                                    | Warmbreitband                                                       | Hochofen B wurde am 1. August 2011 endgültig stillgelegt. Seit Herbst 2022 laufen auf dem Gelände Rückbauarbeiten, der Hochofen soll dabei erhalten bleiben. | Hochofen B in Lüttich-Ougrée |
| Belgien                 | ArcelorMittal                                                   | Lüttich-Seraing    | 1               | abgerissen                                 | 1680 m³                                                                      | 9,3 m                                                                        | Skip                                | 2008                                    | Warmbreitband                                                       | Hochofen 6 Stillgelegt 19. November 2008, abgerissen am 16. Dezember 2016 | |
| Belgien                 | ArcelorMittal                                                   | Gent-Zelzate       | 2               | aktiv                                      | 1783 m³ 2555 m³                                                              | 10 m 10,5 m                                                                  | Skip                                | -                                       | Warmbreitband                                                       | | Sidmar bzw. ArcelorMittal in Gent. |
| Belgien                 | Carsid-Duferco                                                  | Charleroi          | 1               | stillgelegt                                | 1490 m³                                                                      | 9,0 m                                                                        | Skip                                | 2008                                    | Warmband,                                                           | Hochofen 4 wurde im Zuge der Wirtschaftskrise am 11. November 2008 stillgelegt. | Hochofen in Marcinelle bei Charleroi. |
| Belgien                 | Duferco                                                         | Clabecq            | 3               | abgerissen                                 | 1366 m³ 681 m³ 681 m³                                                        | 7,9 m 5,2 m 5,2 m                                                            | Skip Senkkübel                      | 2001                                    | Warmband                                                            | Eine Walzstraße ist noch in Betrieb. Ein Abriss der Hochofenanlage wurde 2006 beschlossen. Hochofen 6 wurde im September 2012 endgültig abgerissen Ein Hochofen steht noch (Stand August 2024) | |
| Bosnien und Herzegowina | ArcelorMittal/BH Steel                                          | Zenica             | 1               | aktiv                                      | 2000 m³                                                                      | -                                                                            | -                                   |                                         | Langprodukte, Schmiedeteile                                         | 1992 durch Kriegseinwirkung vorübergehend außer Betrieb; seit Juli 2008 wieder in Betrieb („Fenix Projekt“) | |
| Bosnien und Herzegowina |                                                                 | Vares              | 2               | Ruinen                                     | -                                                                            | -                                                                            | -                                   | 1992                                    | Gussteile                                                           | Zerstörung durch Kriegseinwirkung | |
| Bulgarien               | Kremikovtzi                                                     | Sofia              | 3               | im Abbruch                                 | 1033 m³ 1033 m³ 1033 m³                                                      | -                                                                            | Skip Skip                           | 2008                                    | Warmbreitband, Grobblech, Langprodukte.                             | - | |
| Deutschland             | ArcelorMittal                                                   | Bremen             | 2               | aktiv                                      | 1424 m³ 2688 m³                                                              | 9,2 m 12,0 m                                                                 | Skip Band                           | -                                       | Warmbreitband                                                       | - | Hochofenwerk Bremen. |
| Deutschland             | ArcelorMittal                                                   | Eisenhüttenstadt   | 4               | 2 aktiv                                    | 840 m³ 1770 m³                                                               | 7,10 m 9,75 m                                                                | Skip                                | -                                       | Flachstahl, Warmbreitband, Halbzeug (Brammen, Vorblöcke, Blockguss) | Derzeit sind der modernisierte Hochofen 1 (Baujahr 1951) und der moderne Großhochofen 5A (Baujahr 1997) in Betrieb, die Hochöfen 2 und 3 aus den 1950er Jahren stehen in Reserve. | Das Werk von ArcelorMittal in Eisenhüttenstadt. |
| Deutschland             | DK Recycling                                                    | Duisburg           | 2               | aktiv                                      | 460 m³ 580 m³                                                                | 4,5 m 5,5 m                                                                  | Senkrechtaufzug mit Senkkübel       | -                                       | Roheisenmasseln                                                     | Es ist abwechselnd immer nur ein Hochofen in Betrieb. Beschickung u. a. mit zinkhaltigen Stäuben der benachbarten Stahlwerke. | DK Recycling in Duisburg-Hochfeld vom Rheinhauser Rheinufer aus gesehen, links die Hochofenanlage |
| Deutschland             | Hüttenwerke Krupp Mannesmann                                    | Duisburg           | 2               | aktiv                                      | 2449 m³ 2824 m³                                                              | 10,3 m 11,3 m                                                                | Skip                                | -                                       | Brammen, Rundstäbe                                                  | - | Hüttenwerke Krupp Mannesmann |
| Deutschland             | Maxhütte                                                        | Sulzbach-Rosenberg | 1               | stillgelegt                                | 716 m³                                                                       | 6,3 m                                                                        | Senkrechtaufzug mit Senkkübel       | 2002                                    | Schienen, Träger                                                    | Derzeit befindet sich ein großer Teil des ehemaligen integrierten Hüttenwerkes im Abriss. Lediglich ein kleiner Teil, darunter die Hochofenanlage, soll erhalten bleiben. | Die Maxhütte |
| Deutschland             | Neunkircher Eisenwerk                                           | Neunkirchen (Saar) | 2               | museal erhalten                            | -                                                                            | -                                                                            | Senkrechtaufzug mit Senkkübel       | 1982                                    | Automatenstähle                                                     | Heute sind die beiden verbliebenen Hochöfen als Hüttenpark ins Alte Hüttenareal Neunkirchen eingebunden. Hochofen VI ist im Rahmen von Führungen für Besucher zugänglich. | Altes Hüttenareal Neunkirchen |
| Deutschland             | Rogesa/Dillinger Hütte                                          | Dillingen/Saar     | 3               | aktiv                                      | 2358 m³ 2581 m³                                                              | 11,2 m 12 m                                                                  | Band                                | -                                       | Grobbleche, Langprodukte                                            | Zwei Hochöfen arbeiten, während ein älterer in Reserve steht. | Hochofen 5 der Dillinger Hütte |
| Deutschland             | Salzgitter Stahl                                                | Salzgitter         | 3               | aktiv                                      | 1606 m³ 2330 m³ 2510 m³                                                      | 9,5 m 10,8 m 11,2 m                                                          | Skip Band                           | -                                       | Warmbreitband                                                       | Drei Hochöfen sind in Betrieb | Das Werk der Salzgitter AG im Jahr 2007. |
| Deutschland             | Völklinger Hütte                                                | Völklingen         | 6               | museal erhalten                            | -                                                                            | 6 m                                                                          | Schrägaufzug mit Hängebahnanlage    | 1986                                    | Langprodukte                                                        | Die Anlage wird heute als Weltkulturerbe Völklinger Hütte betrieben. Die Hochofengruppe ist für Besucher zugänglich. | Weltkulturerbe Völklinger Hütte |
| Deutschland             | Thyssen Stahl                                                   | Duisburg-Meiderich | 3               | museal erhalten                            | 517 m³ 471 m³ 698 m³                                                         | 5,2 m 5,6 m 7,0 m                                                            | Skip Skip                           | 1985                                    | Flüssigroheisen, Roheisenmasseln                                    | Heute sind die Hochöfen Bestandteil des Landschaftsparks-Nord. Hochofen 5 ist für Besucher zugänglich. | Panoramabild des Landschaftsparks Duisburg Nord, Hochofen 5 links, Hochöfen 2 und 1 rechts |
| Deutschland             | Thyssen Stahl                                                   | Hattingen          | 1               | museal erhalten                            | -                                                                            | 7,5 m                                                                        | Skip                                | 1987                                    | Grobblech, Schmiedeblöcke, Gussstahl                                | Heute ist der verbliebene Hochofen 3 Teil des LWL-Industriemuseums Henrichshütte und für Besucher zugänglich. | Henrichshütte Museumsbereich mit Hochofen |
| Deutschland             | ThyssenKrupp Steel                                              | Duisburg-Hamborn   | 4               | aktiv                                      | Werksteil Bruckhausen: 2030 m³ 2120 m³ Werksteil Schwelgern: 3844 m³ 4769 m³ | Werksteil Bruckhausen: 10,74 m 10,64 m Werksteil Schwelgern: 13,60 m 14,90 m | Skip Skip Band                      | -                                       | Warmbreitband, Flüssigroheisen                                      | Im Werksteil Bruckhausen sind die Hochöfen 9 (Baujahr 1961, Neuzustellung 1987 und 2012) und 8 (Baujahr 2007) aktiv, der Hochofen 4 wurde nach einer Reserve-Rückstufung 2013 abgerissen. Im Werksteil Schwelgern sind die Großhochöfen 1 (Baujahr 1973, Neuzustellung 2008) und 2 (Baujahr 1993, Neuzustellung 2014) aktiv.                                                                                                  | Hüttenwerk ThyssenKrupp in Duisburg-Bruckhausen fotografiert vom Hochofen 5 des Landschaftspark Duisburg Nord, links Hochofen 9 vor der Neuzustellung 2012, daneben der neue Hochofen 8, rechts der mittlerweile abgerissene Hochofen 4 · Rechts im Bild die Hochöfen 1 und 2 im Werksteil Schwelgern von ThyssenKrupp in Duisburg. |
| Deutschland             | Thyssen Krupp Stahl                                             | Dortmund-Hörde     | 2               | stillgelegt                                | -                                                                            | 8,0 m 9,7 m                                                                  | Skip Skip                           | 1998                                    | Warmbreitband                                                       | Die Anlage Phoenix-West ist über einen Rundweg, genannt „Skywalk“, im Rahmen von Führungen für Besucher zugänglich. Hochofen 5 ist seit 2014 bis zur Gichtbühne begehbar. Auch die Abstichhalle und das Innere des Ofenpanzers des bis auf den unteren Teil und das Gestell entkernten Hochofens 6 ist über den Skywalk begehbar. Die Nachnutzung der verbliebenen Teile von Hochofen 6 ist noch nicht endgültig entschieden. | Reste der ehemals fünf Hochöfen auf Phoenix-West |
| Finnland                | FNsteel                                                         | Koverhar           | 1               | abgerissen                                 | 570 m³                                                                       | 6,5 m                                                                        | -                                   | -                                       | Langprodukte                                                        | Der Betrieb des zu FNsteel gehörenden Hochofenwerks erfolgt seit 2007 durch die Firma ABB. | FNsteel-Werk (vormals Ovako) in Koverhar. |
| Finnland                | Rautaruukki                                                     | Raahe              | 2               | aktiv                                      | 1300 m³ 1300 m³                                                              | 8,0 m 8,0 m                                                                  | Skip Skip                           | -                                       | Warmband, Grobblech                                                 | - | Rautaruukki-Werk in Raahe. |
| Frankreich              | ArcelorMittal                                                   | Dunkerque          | 3               | aktiv                                      | 1609 m³ 1994 m³ 3626 m³                                                      | 10,2 m 14,0 m                                                                | Skip Skip Skip, Band                | -                                       | Warmbreitband, Grobblech                                            | - | |
| Frankreich              | ArcelorMittal                                                   | Hayange            | 3               | stillgelegt                                | 1270 m³ 1310 m³ 1425 m³                                                      | 8,5 m 8,6 m 8,7 m                                                            | Skip Skip                           | 2011                                    | Warmbreitband                                                       | - | Stillgelegtes Hochofenwerk in Hayange. |
| Frankreich              | ArcelorMittal                                                   | Fos-sur-Mer        | 2               | aktiv                                      | 2850 m³ 2850 m³                                                              | 11,8 m 11,8 m                                                                | Band Band                           | -                                       | Warmbreitband                                                       | - | Fos-Sur-Mer, im Hintergrund Industriegebiet mit Hochöfen. |
| Frankreich              | Lorfonte                                                        | Uckange            | 1               | museal erhalten                            | 1015 m³                                                                      | 6,15 m                                                                       | Senkrechtaufzug mit Senkkübel       | 1991                                    | Roheisen                                                            | Der Hochofen U4 ist heute Teil des Parc du Haut-Fourneau. | Stillgelegter Hochofen U4 in Uckange. |
| Frankreich              | Saint Gobain                                                    | Pont-à-Mousson     | 3               | aktiv                                      | -                                                                            | 5,7 m                                                                        | -                                   | -                                       | Giessereiroheisen                                                   | | Saint-Gobain-Hochofen in Pont-à-Mousson. |
| Vereinigtes Königreich  | Tata Steel Europe                                               | Port Talbot/Wales  | 2               | stillgelegt                                | 1374 m³ 1787 m³ 2134 m³                                                      | 9,45 m 10,8 m                                                                | Skip Skip                           | 2024                                    | Warmbreitband                                                       | BF5 wurde am 5. Juli und BF4 am 30. September 2024 stillgelegt. | Hochöfen in Port Talbot. |
| Vereinigtes Königreich  | SSI                                                             | Redcar/England     | 1               | abgerissen                                 | 3628 m³                                                                      | 14,0 m                                                                       | Band                                | 2010                                    | Vormaterial                                                         | Der Hochofen in Redcar wurde am 23.11.2022 gesprengt. | Hochofen in Redcar, im April 2012 vom neuen Betreiber SSI wieder angeblasen. |
| Vereinigtes Königreich  | British Steel                                                   | Scunthorpe/England | 4               | aktiv                                      | 1255 m³ 1360 m³ 1537 m³ 1537 m³                                              | 8,33 m 8,33 m 9,0 m 9,0 m                                                    | Skip Skip                           | -                                       | Warmband, Vormaterial                                               | - | |
| Italien                 | JSW                                                             | Piombino           | 1               | abgerissen                                 | 2556 m³                                                                      | 11,60 m                                                                      | Band                                | 2014                                    | Warmband, Langprodukte                                              | Hochofen 1 wurde 2009 gesprengt. Hochofen 4 wurde im Mai 2024 Abgerissen | |
| Italien                 | Acciaieria Arvedi                                               | Trieste            | 2               | abgerissen                                 | 620 m³ 621 m³                                                                | 6,15 m 6,15 m                                                                | -                                   | -                                       | Roheisenmasseln, Knüppel                                            | - | |
| Italien                 | Acciaierie d’Italia                                             | Taranto            | 5               | aktiv                                      | 2406 m³ 2448 m³ 2471 m³ 2471 m³ 4335 m³                                      | 10,2 m 10,3 m 10,6 m 10,6 m 14,0 m                                           | -                                   | -                                       | Warmbreitband, Röhren                                               | - | |
| Kroatien                | Sisak SP MK Zeljezare                                           | Sisak              | 2               | abgerissen                                 | 202 m³ 202 m³                                                                | 3,8 m 3,8 m                                                                  | -                                   | -                                       | -                                                                   | abgerissen | |
| Luxemburg               | Arbed                                                           | Esch-sur-Alzette   | 2               | museal erhalten                            | 2300 t 3000 t                                                                | 8 m 9,2 m                                                                    | Skip Skip                           | 1995 1998                               | -                                                                   | Die beiden Hochöfen sollen in Zukunft Teil eines neuen Technologieparks werden. | Stillgelegtes Arbed-Werk in Esch-Belval. |
| Niederlande             | Tata Steel Europe                                               | IJmuiden           | 2               | aktiv                                      | 2680 m³ 4200 m³                                                              | 11,0 m 13,8 m                                                                | Skip Skip                           | -                                       | Warmbreitband                                                       | - | Hochöfen in IJmuiden |
| Österreich              | voestalpine                                                     | Donawitz           | 2               | aktiv                                      | 1205 m³ 1343 m³                                                              | 8,0 m 8,0 m                                                                  | Skip Skip                           | -                                       | Schienen, Draht, Halbzeug für Nahtlosrohre                          | - | voestalpine-Werk in Leoben-Donawitz. |
| Österreich              | voestalpine                                                     | Linz               | 3               | aktiv                                      | 1175 m³ 1201 m³ 3125 m³                                                      | 8,0 m 8,0 m 12 m                                                             | Skip Skip Band                      | -                                       | Warmbreitband, Grobblech, Gießereiprodukte                          | HO 5 zugestellt im Jahr 2023, geplante Stilllegung 2027 HO 6 geplante Zustellung 2024 | voestalpine-Werk in Linz. |
| Polen                   | Huta Częstochowa                                                | Częstochowa        | 4               | abgerissen                                 | Nr. 1: 342 m³ Nr.: 2 425 m³ A 862 m³ B 1033 m³                               | -                                                                            | Skip                                | Nr. 1: 1944 Nr. 2: 1966 A: 1994 B: 2001 | Grobblech                                                           | 2009–2010 wurde der letzte Hochofen (Hochofen B) abgerissen. | |
| Polen                   | Huta Pokoj                                                      | Ruda Śląska        | 1               | stillgelegt, museal erhalten               | 492 m³                                                                       | -                                                                            | Skip                                | -                                       | Grobblech                                                           | - | |
| Polen                   | Huta Szczecin                                                   | Szczecin           | 2               | abgerissen (siehe auch Eisenwerk Kraft AG) | 490 m³ 490 m³                                                                |                                                                              | Skip Skip                           | 2005                                    | Roheisenmasseln                                                     | 2010 wurden die beiden Hochöfen abgebaut. | Stillgelegtes Werk in Szczecin. |
| Polen                   | ArcelorMittal                                                   | Dąbrowa Górnicza   | 3               | aktiv                                      | 3200 m³ 3600 m³ 3200 m³                                                      | -                                                                            | Band                                | -                                       | Schienen, Profile                                                   | Hochofen 1 stillgelegt, Hochofen 2 und 3 in Betrieb | |
| Polen                   | ArcelorMittal                                                   | Kraków-Nowa Huta   | 3               | stillgelegt                                | 1719 m³ 1719 m³ 2002 m³                                                      | 9,1 m 9,1 m 9,75 m                                                           | Skip Skip                           | 2020                                    | Warmband                                                            | - | |
| Polen                   | Star                                                            | Starachowice       | 1               | museal erhalten                            | 250m³                                                                        | -                                                                            | Aufzug                              | 1968                                    |                                                                     | Die Hochofenanlage ist heute Teil des Natur- und Technikmuseums Jana Pazdura. | Alter Hochofen in Starachowice. |
|                         |                                                                 | Chlewiska          | 1               | museal erhalten                            | ~100m³                                                                       | -                                                                            | Aufzug                              |                                         |                                                                     | | |
| Portugal                | Siderurgia Nacional                                             | Seixal             | 1               | stillgelegt                                | 670 m³                                                                       | 6,5 m                                                                        | Skip                                | 2001                                    | Profile, Langprodukte                                               | - | |
| Rumänien                | Liberty Steel                                                   | Galați             | 6               | 1 aktiv, 4 stillgelegt, 1 im Abbruch.      | (1700 m³ stillgelegt), (1700 m³ stillgelegt), 2700 m³, (3500 m³ im Abbruch)  |                                                                              | Hochöfen 1-5: Skip Hochofen 6: Band | -                                       | Warmband, Grobblech, Schmiedeblöcke                                 | Hochöfen 1 und 2 sind seit 2008 stillgelegt, Hochofen 6 seit 1994 und befindet sich derzeit im Abbruch. Hochofen 4 ist seit September 2011 stillgelegt und sollt repariert werden. Hochofen 3 ist seit Dezember 2011 stillgelegt. Nur Hochofen 5 ist zurzeit in Betrieb. | |
| Rumänien                | TMK                                                             | Reșița             | 1               | museal erhalten                            | 700 m³                                                                       |                                                                              | -                                   |                                         | Halbzeug, Profile, Draht.                                           | | |
| Rumänien                | Siderca Călărași                                                | Călărasi           | 1               | im Abbruch                                 | 3500 m³                                                                      |                                                                              | -                                   | -                                       | Knüppel, Schienen                                                   | Nie in Betrieb gesetzt | |
| Schweden                | SSAB                                                            | Luleå              | 2               | aktiv                                      | -                                                                            | -                                                                            | -                                   | -                                       | Brammen                                                             | - | |
| Schweden                | SSAB                                                            | Oxelösund          | 2               | aktiv                                      | -                                                                            | -                                                                            | -                                   | -                                       | Grobblech                                                           | - | |
| Schweiz                 | Casa Rosales, Schmelza                                          | Andeer             | 1               | stillgelegt                                | Gestell ca. 1,6 m Durchmesser (DM). Max. DM 2.2m ca. 9.4 m hoch              |                                                                              |                                     | (1840) -1922                            | Waffen?                                                             | Ofen im heutigen Wohnhaus eingebaut | |
| Serbien                 | HBIS Serbia                                                     | Smederevo          | 2               | aktiv                                      | 1120 m³ 1386 m³                                                              | 7,7 m 8,2 m                                                                  | Skip Skip                           | -                                       | Warmband                                                            | - | |
| Slowakei                | U. S. Steel Košice                                              | Košice             | 3               | aktiv                                      | 2050 m³ 2050 m³ 2050 m³                                                      |                                                                              | Skip Skip                           | -                                       | Warmbreitband, Grobblech                                            | - | |
| Spanien                 | Altos Hornos de Vizcaya                                         | Sestao             | 1               | museal erhalten                            | 757 m³                                                                       | 6,5 m                                                                        | Skip                                | 1996                                    | -                                                                   | - | Museal erhaltener Hochofen in Sestao |
| Spanien                 | Altos Hornos del Mediterráneo                                   | Sagunt             | 1               | museal erhalten                            |                                                                              | 5,5 m                                                                        | Skip                                | 1986                                    | -                                                                   | Eine museale Nutzung ist in Planung. | Einsamer Hochofen in Sagunt |
| Spanien                 | ArcelorMittal                                                   | Gijón              | 2               | aktiv                                      | 2731 m³ 2731 m³                                                              | 11,3 m 11,3 m                                                                | Band Band                           | -                                       | Warmband, Grobblech                                                 | - | |
| Tschechien              | Liberty Steel                                                   | Ostrava            | 4               | aktiv                                      | -                                                                            | -                                                                            | Skip Skip                           | -                                       | Langprodukte, Roheisenmasseln, Rohre                                | Hochofen 1 ist stillgelegt, Hochofen 3 befindet sich bis 2011 im Umbau und soll danach ebenfalls wieder in Betrieb gesetzt werden. Hochöfen 2 und 4 sind zurzeit in Betrieb. | |
| Tschechien              | Třinecké Železarny                                              | Třinec             | 2               | aktiv                                      | 1373 m³ 1373 m³                                                              | 8,2 m 8,2 m                                                                  | Skip Skip                           | -                                       | Langprodukte                                                        | - | Třinecké-Železarny-Werk in Třinec. |
| Tschechien              | Vítkovice S.A.                                                  | Vítkovice          | 3               | museal erhalten                            | -                                                                            | -                                                                            | Skip Skip                           | 1998                                    | -                                                                   | Heute ist die Hochofenanlage ein Kulturdenkmal. Eine museale Nutzung wird angestrebt, derzeit ist die Anlage im Umbau. Seit 2001 läuft zudem ein Antrag, die gesamte Anlage zum UNESCO-Weltkulturerbe zu ernennen. | Kulturdenkmal Witkowitzer Eisenwerke. |
| Ungarn                  | Dunaferr                                                        | Dunaújváros        | 2               | aktiv                                      | 960 m³ 1033 m³                                                               | -                                                                            | Skip Skip                           | -                                       | Warmband                                                            | - | |

*) „Aktiv“ bedeutet nicht, dass alle Hochöfen in Betrieb sind. „Stillgelegt“ bezieht sich nur auf den Hochofenbetrieb.